# Alicia Banit
Alicia Banit (* 5. září 1990 Sydney) je australská herečka a tanečnice. Nejvíce se proslavila svou rolí Kat v seriálu Taneční akademie.

## Životopis
Svou hereckou kariéru odstartovala v 8 letech rolí Alice v australském filmu Dead Letter Office. V letech 2006 a 2008 se objevila ve čtyřech epizodách seriálu Neighbours. Poprvé jako Madison Sullivan a o dva roky později jako Sharni Hillman. Mezi lety 2007 a 2009 měla dvě hostující role jako Amber v australské verzi Disney Channel seriálu As The Bell Rings. V roce 2007 ztvárnila postavu Kaitlyn v televizním seriálu Summer Heights High. Na konci roku 2009 byla obsazena jako jedna z hlavních postav v ABC televizním seriálu Taneční akademie.

## Zajímavosti
- Nejpodivnější kombinací jídla, jakou kdy jedla, je toast s Vegemite, sýrem a marmeládou.
- Ideální superschopností by podle ní bylo cestování v čase.
- Směla si vzít kostýmy ze seriálu Taneční akademie a to včetně modrého svetru s lebkou, který nosila Grace.

## Výroky
Give your performance everything you have whether you're dancing, acting or playing sport. Don't think about what anyone else says or thinks, just do it.

## Filmografie
| Rok       | Název                    | Role              |
| --------- | ------------------------ | ----------------- |
| 1995      | Halifax F.P.             | Young Jane        |
| 2006      | Neighbours               | Madison Sullivan  |
| 2007–2011 | As The Bell Rings        | Amber             |
| 2007      | Summer Heights High      | Kaitlyn           |
| 2008      | Neighbours               | Sharni Hillman    |
| 2008      | Rush                     | Gemma Rose Parker |
| 2009      | Tangle                   | Leah              |
| 2010–2013 | Dance Academy            | Katrina Karamakov |
| 2010      | Studio 3                 | Sama sebe         |
| 2016      | The Lost Nirvana         | Siena Woodlands   |
| 2016      | Upper Middle Bogan       | Jodi              |
| 2017      | Dance Academy: The Movie | Kat Karamakov     |
| 2017      | Trips For Biscuits       | Lola              |
| 2017      | überRICH                 | The Optimist      |